# Mikołaj Samojlik
Mikołaj Samojlik (ur. 16 kwietnia 1934 we wsi Grzebienie  koło Dąbrowy Białostockiej, zm. 2003) – polski pisarz.
Współorganizator Towarzystwa Biebrzańskiego i członek Związku Literatów Polskich.
Piewca Biebrzy, podróżnik, poszukiwacz ciekawych miejsc i legend z nimi związanych.

## Dzieła
- Biebrzański szał (1986) – opowiadania
- Ja mały Bóg ziemi (1987) – powieść
- Wieża Babel (1988) – powieść
- Trzynasta szubienica (1991) – powieść